# Giải đua ô tô Công thức 1 Bỉ 2017
Giải đua ô tô Công thức 1 Bỉ 2017 (có thể hiểu là 2017 Formula 1 Pirelli Belgian Grand Prix) là một cuộc đua Công thức 1 dự kiến được tổ chức ngày 27 tháng 8 năm 2017 tại Trường đua de Spa-Francorchamps ở Stavelot, Bỉ. Cuộc đua, dự kiến sẽ thi đấu 44 vòng, Cuộc đua sẽ là chặng đua thứ ba của giải vô địch thế giới Công thức 1 năm 2017, và đánh đáu lần chạy thứ 73 của Giải đua ô tô Công thức 1 Bỉ và lần thứ mười sáu cuộc đua tổ chức tại Spa-Francorchamps.
Tay đua của đội đau Ferrari Sebastian Vettel bước vào cuộc đua với dẫn trước 14 điểm so với Lewis Hamilton giải vô địch đua xe với Valtteri Bottas kém 19 điểm đứng ở vị trí thứ 3. Ở Nhà vô địch đội đua thế giới, Mercedes dẫn trước Ferrari bởi 39 điểm.
Hamilton bắt đầu cuộc đua từ vị trí pole, đây là lần thứ 68 trong sự nghiệp. Kết quả cho thấy anh ta ngang bằng kỷ lục của Michael Schumacher cho danh sách vị trí pole.

## Vòng phân hạng

### Vòng loại
| TT                  | Số xe | Tay đua           | Đội đua                   | Thời gian vòng loại | Thời gian vòng loại | Thời gian vòng loại | Vị trí chung kết |
| TT                  | Số xe | Tay đua           | Đội đua                   | Q1                  | Q2                  | Q3                  | Vị trí chung kết |
| ------------------- | ----- | ----------------- | ------------------------- | ------------------- | ------------------- | ------------------- | ---------------- |
| 1                   | 44    | Lewis Hamilton    | Mercedes                  | 1:44.184            | 1:42.927            | 1:42.553            | 1                |
| 2                   | 5     | Sebastian Vettel  | Ferrari                   | 1:44.275            | 1:43.987            | 1:42.795            | 2                |
| 3                   | 77    | Valtteri Bottas   | Mercedes                  | 1:44.773            | 1:43.249            | 1:43.094            | 3                |
| 4                   | 7     | Kimi Räikkönen    | Ferrari                   | 1:44.729            | 1:43.700            | 1:43.270            | 4                |
| 5                   | 33    | Max Verstappen    | Red Bull Racing-TAG Heuer | 1:44.535            | 1:43.940            | 1:43.380            | 5                |
| 6                   | 3     | Daniel Ricciardo  | Red Bull Racing-TAG Heuer | 1:45.114            | 1:44.224            | 1:43.863            | 6                |
| 7                   | 27    | Nico Hülkenberg   | Renault                   | 1:45.280            | 1:44.988            | 1:44.982            | 7                |
| 8                   | 11    | Sergio Pérez      | Force India-Mercedes      | 1:45.591            | 1:44.894            | 1:45.244            | 8                |
| 9                   | 31    | Esteban Ocon      | Force India-Mercedes      | 1:45.277            | 1:45.006            | 1:45.369            | 9                |
| 10                  | 30    | Jolyon Palmer     | Renault                   | 1:45.447            | 1:44.685            | no time             | 141              |
| 11                  | 14    | Fernando Alonso   | McLaren-Honda             | 1:45.668            | 1:45.090            |                     | 10               |
| 12                  | 8     | Romain Grosjean   | Haas-Ferrari              | 1:45.728            | 1:45.133            |                     | 11               |
| 13                  | 20    | Kevin Magnussen   | Haas-Ferrari              | 1:45.535            | 1:45.400            |                     | 12               |
| 14                  | 55    | Carlos Sainz Jr.  | Toro Rosso                | 1:45.374            | 1:45.439            |                     | 13               |
| 15                  | 2     | Stoffel Vandoorne | McLaren-Honda             | 1:45.441            | no time             |                     | 202              |
| 16                  | 19    | Felipe Massa      | Williams-Mercedes         | 1:45.823            |                     |                     | 163              |
| 17                  | 26    | Daniil Kvyat      | Toro Rosso                | 1:46.028            |                     |                     | 194              |
| 18                  | 18    | Lance Stroll      | Williams-Mercedes         | 1:46.915            |                     |                     | 15               |
| 19                  | 9     | Marcus Ericsson   | Sauber-Ferrari            | 1:47.214            |                     |                     | 171              |
| 20                  | 94    | Pascal Wehrlein   | Sauber-Ferrari            | 1:47.679            |                     |                     | 181              |
| 107% time: 1:51.476 |       |                   |                           |                     |                     |                     |                  |
| Nguồn:              |       |                   |                           |                     |                     |                     |                  |

Ghi chú
- ^1  — Jolyon Palmer, Marcus Ericsson và Pascal Wehrlein each received a five-place grid penalty for unscheduled gearbox changes.
- ^2  — Stoffel Vandoorne received a series of grid penalties totalling sixty-five places for exceeding his quota of power unit elements and an unscheduled gearbox change.
- ^3  — Felipe Massa received a five-place grid penalty for ignoring yellow flags in Free Practice.[N 1]
- ^4  — Daniil Kvyat received a twenty-place grid penalty for exceeding his quota of power unit elements.

### Đua
| TT     | Số xe | Tay đua           | Đội đua                   | Số vòng | Thời gian/Lý do bỏ cuộc | Vị trí xuất phát | Điểm |
| ------ | ----- | ----------------- | ------------------------- | ------- | ----------------------- | ---------------- | ---- |
| 1      | 44    | Lewis Hamilton    | Mercedes                  | 44      | 1:24:42.820             | 1                | 25   |
| 2      | 5     | Sebastian Vettel  | Ferrari                   | 44      | +2.358                  | 2                | 18   |
| 3      | 3     | Daniel Ricciardo  | Red Bull Racing-TAG Heuer | 44      | +10.791                 | 6                | 15   |
| 4      | 7     | Kimi Räikkönen    | Ferrari                   | 44      | +14.471                 | 4                | 12   |
| 5      | 77    | Valtteri Bottas   | Mercedes                  | 44      | +16.456                 | 3                | 10   |
| 6      | 27    | Nico Hülkenberg   | Renault                   | 44      | +28.087                 | 7                | 8    |
| 7      | 8     | Romain Grosjean   | Haas-Ferrari              | 44      | +31.553                 | 11               | 6    |
| 8      | 19    | Felipe Massa      | Williams-Mercedes         | 44      | +36.649                 | 16               | 4    |
| 9      | 31    | Esteban Ocon      | Force India-Mercedes      | 44      | +38.154                 | 9                | 2    |
| 10     | 55    | Carlos Sainz Jr.  | Toro Rosso                | 44      | +39.447                 | 13               | 1    |
| 11     | 18    | Lance Stroll      | Williams-Mercedes         | 44      | +48.999                 | 15               |      |
| 12     | 26    | Daniil Kvyat      | Toro Rosso                | 44      | +49.940                 | 19               |      |
| 13     | 30    | Jolyon Palmer     | Renault                   | 44      | +53.329                 | 14               |      |
| 14     | 2     | Stoffel Vandoorne | McLaren-Honda             | 44      | +57.078                 | 20               |      |
| 15     | 20    | Kevin Magnussen   | Haas-Ferrari              | 44      | +1:07.262               | 12               |      |
| 16     | 9     | Marcus Ericsson   | Sauber-Ferrari            | 44      | +1:09.711               | 17               |      |
| 171    | 11    | Sergio Pérez      | Force India-Mercedes      | 42      | Hộp số                  | 8                |      |
| Ret    | 14    | Fernando Alonso   | McLaren-Honda             | 25      | Động cơ                 | 10               |      |
| Ret    | 33    | Max Verstappen    | Red Bull Racing-TAG Heuer | 7       | Động cơ                 | 5                |      |
| Ret    | 94    | Pascal Wehrlein   | Sauber-Ferrari            | 2       | Va chạm                 | 18               |      |
| Nguồn: |       |                   |                           |         |                         |                  |      |

Ghi chú
- ^1  – Sergio Pérez bỏ cuộc từ cuộc đua, nhưng nhưng đã được phân loại là đã hoàn thành 90% của cuộc đua.

### Bảng xếp hạng giải vô địch sau cuộc đua
|  | TT | Tay đua          | Điểm |
|  | -- | ---------------- | ---- |
|  | 1  | Sebastian Vettel | 220  |
|  | 2  | Lewis Hamilton   | 213  |
|  | 3  | Valtteri Bottas  | 179  |
|  | 4  | Daniel Ricciardo | 132  |
|  | 4  | Kimi Räikkönen   | 128  |

|  | TT | Đội đua                   | Điểm |
|  | -- | ------------------------- | ---- |
|  | 1  | Mercedes                  | 392  |
|  | 2  | Ferrari                   | 348  |
|  | 3  | Red Bull Racing-TAG Heuer | 199  |
|  | 4  | Force India-Mercedes      | 103  |
|  | 5  | Williams-Mercedes         | 45   |